# Aves Ichnusae
Aves Ichnusae è una rivista di ornitologia pubblicata dal Gruppo Ornitologico Sardo (GOS) fondata nel 1998 dall'ornitologo Marcello Grussu. Il logo della rivista è il Pollo sultano (Porphyrio porphyrio), una delle specie maggiormente caratterizzanti la fauna della Sardegna e che abita in molte delle zone umide costiere dell'isola. Il Pollo sultano è anche il simbolo del Gruppo Ornitologico Sardo. Nella rivista sono pubblicati articoli e note sull'avifauna della Sardegna e del Mediterraneo centrale (Nord Africa, Sicilia, Corsica etc.). In particolare, vengono pubblicati:
- studi e monitoraggi su distribuzione, popolazione, biologia riproduttiva, conservazione etc., dell'avifauna;
- descrizione di aree o siti particolarmente interessanti per il Birdwatching;
- identificazione e avvistamenti di specie rare o accidentali;
- notizie, commenti, recensioni e altre rubriche di interesse per i ricercatori della Regione.

Inoltre, Aves Ichnusae pubblica regolarmente anche i dati sugli avvistamenti interessanti in Sardegna, l'elenco delle pubblicazioni a carattere ornitologico riguardanti la Sardegna pubblicati su altre riviste nazionali ed estere e i censimenti annuali dell'unica popolazione autoctona in Italia di Grifone (Gyps fulvus). Nella rivista, sono stati pubblicati molti studi  sull’avifauna della Sardegna meno conosciuta, tra cui monografie sulla nidificazione del Fenicottero (Phoenicopterus roseus) (1999), dell’Airone guardabuoi (Bubulcus ibis)(2000), sull’Occhiocotto (Sylvia melanocephala)(2001), sul censimento degli aironi nidificanti (2002), sul Falco della regina (Falco eleonorae)(2005), sul Nibbio reale (Milvus milvus)(2012), sulla Gallina prataiola (Tetrax tetrax)(2012), sull’Astore (Accipiter gentilis arrigonii)(2017), sull’Anatra marmorizzata (Marmaronetta angustirostris)(2017),  l'Aquila di Bonelli (Aquila fasciata)(2024) e su diversi aspetti della migrazione. Mentre nel volume del 2017 è stato pubblicato l'atlante aggiornato delle specie nidificanti con lo status e la consistenza della popolazione di ciascuna specie Gli uccelli nidificanti in Sardegna. Status, distribuzione e popolazione aggiornati al 2016 (Grussu M., pp. 3-49).
Nel volume 4 (2001) la rivista ha inoltre pubblicato la Check-list of the birds of Sardinia. Updated to December 2001 (Grussu M., pp. 2-56) che riporta la lista critica degli Uccelli riscontrati nell'isola nel periodo 1700-2001 e il loro status fenologico. L'elenco è stato aggiornato nel 2022 con la pubblicazione nel volume 12 (2022) della rivista dell'articolo New checklist of the birds of Sardinia (Italy). Edition 2022. (Grussu M., pp. 3-62). In quest'ultimo lavoro vengono discusse le oltre 470 specie segnalate sino al 2022 nell’Isola.
La rivista nei primi anni ha avuto una periodicità annuale, in seguito le pubblicazioni sono state meno regolari. Il Direttore (Editor), dalla sua fondazione (1998) è Marcello Grussu; il Comitato di redazione è composto da Attilio Mocci Demartis, Francesco Mascia, Federico Nurchi, Antonio Patteri e Roberto Meloni (Photographic consultant).
Dal 2010 Aves Ichnusae ha anche una pagina su Facebook.